# Saíra-apunhalada
A saíra-apunhalada (nome científico: Nemosia rourei) é uma ave da família dos traupídeos (Thraupidae) que ocorre apenas no bioma da Mata Atlântica brasileira e se encontra em perigo crítico de extinção.

## Etimologia
De acordo com o Dicionário Histórico das Palavras Portuguesas de Origem Tupi (DHPT), derivou do tupi sa'ira no sentido de "saíra, saí". Antenor Nascentes assumiu que seja uma forma desnasalada do tupi sa'i rã, que derivou de rana, e que significaria "semelhante ao saí". Foi registrado em 1898 como sayra.

## Descrição
A saíra-apunhalada tem uma mancha vermelha na garganta e no centro da parte superior do peito que contrasta com o branco do resto do peito e da barriga. Em sua cabeça há uma máscara preta que se estende da testa através dos olhos, até a nuca, com uma pequena linha branca correndo acima dela. A parte superior é cinza, mais escura na parte de trás. As asas e a cauda de ponta quadrada são pretas, com tons de azul nas coberturas das asas primárias e secundárias e manchas cinzentas nos forros e ombros terciários. As penas sob a cauda são pretas e longas, com pontas brancas. As pernas são rosa opaco e a íris é amarelo escuro.

## Distribuição e habitat
Os últimos registros da espécie ocorreram na Fazenda Pindobas IV, localizada em Conceição do Castelo, Espírito Santo, onde poucos indivíduos têm sido vistos desde 1998. Até esse último registro, a saíra-apunhalada só era conhecida pelo animal usado na sua classificação taxonômica no século XIX, coletado em Muriaé, Minas Gerais (existem dúvidas com relação ao local, talvez tenha sido em Macaé, Rio de Janeiro), e pelo registro visual de oito aves em 1941 no Espírito Santo. Há relatos de prováveis registros visuais, em 1992, na Reserva Biológica Augusto Ruschi (Santa Teresa, Espírito Santo), e na Fazenda Pedra Bonita, em Minas Gerais. Porém, expedições posteriores na Fazenda Pedra Bonita não tiveram sucesso no registro da espécie.
Em janeiro e em novembro de 2019 foram avistadas duas aves na Reserva Particular Águia Branca, uma área de 17 quilômetros quadrados protegida desde 2017. Nos dias 3 e 11 de junho de 2020, G. S. de Oliveira observou 5 indivíduos se alimentando na borda da floresta na fazenda de Santi Pizzol, que faz fronteira com a Reserva Particular Águia Branca, e fotografou alguns. Vive no dossel da floresta úmida montana, em altitudes entre 850 e 1 250 metros.

## Comportamento
A saíra-apunhalada forrageia no interior das copas das árvores altas, ocasionalmente mais baixas em direção à borda da floresta, e parece favorecer incrustados de musgo e líquen. Entre um e dez indivíduos são normalmente encontrados juntos. Está associada a bandos mistos, tendo sido registado com mais de 30 espécies diferentes. Aves individuais foram observadas aparentemente agindo como sentinelas para coespecíficos dentro de um bando. Sua dieta supostamente é a base de artrópodes. A construção de ninhos foi observada no final de novembro. Foi registrado que vive até mais de seis anos de idade.

## Situação
A saíra-apunhalada foi classificada como criticamente ameaçado na Lista Vermelha da União Internacional para a Conservação da Natureza (UICN / IUCN) devido à sua população extremamente baixa, estimada entre 30 a 250 indivíduos adultos, e concentrada em uma única área em dois a cinco locais. Outras populações podem existir, mas presume-se que sejam pequenas e em declínio. Em 2005, foi classificado como criticamente em perigo na Lista de Espécies da Fauna Ameaçadas do Espírito Santo; em 2010, como criticamente ameaçada na Lista de Espécies Ameaçadas de Extinção da Fauna do Estado de Minas Gerais; em 2014, como criticamente em perigo na Portaria MMA N.º 444 de 17 de dezembro de 2014; e em 2018, como criticamente em perigo no Livro Vermelho da Fauna Brasileira Ameaçada de Extinção do Instituto Chico Mendes de Conservação da Biodiversidade (ICMBio).

### Ações de conservação
Está classificada como criticamente ameaçada em nível nacional no Brasil e protegida por Lei. Os proprietários da Fazenda Pindobas IV manifestaram interesse em proteger os remanescentes de mata nativa em sua propriedade. O sítio dos registros de 1941 em Itarana está listado como IBA (Área Importante para Observação de Aves) devido à sua importância às aves endêmicas da Mata Atlântica. Buscas pela espécie foram realizadas em outras localidades nos estados do Espírito Santo, Minas Gerais e Rio de Janeiro. Recentemente foi concluído um projeto de pesquisa sobre a ecologia da espécie e existe um Plano de Ação à conservação da espécie em longo prazo. Em 2010, foi designado um corredor de 37 mil hectares para esta espécie, com o objetivo de conectar remanescentes florestais por meio do desenvolvimento de ações de conservação e restauração, promoção de atividades sustentáveis e manejo adequado do solo (BirdLife International 2010). Também estão em andamento obras à criação de um refúgio de vida selvagem e reserva particular, abrangendo as cidades conhecidas e conectando os parques estaduais de Forno Grande e Pedra Azul. Promoção do ecoturismo e ações educativas e de alerta realizadas com a população local, completa o quadro de ações.